# 井川町野山
井川町野山（いかわちょうのやま）は、徳島県三好市の町名。郵便番号は778-0000。

## 地理
三好市の北東部に位置。北は井川町岩風呂、西は井川町大佐古、南は井川町井内東、東は三好郡東みよし町とそれぞれ接する。全域が山林であるため、無住地となっている。住民がいないこともあり、郵便番号は778-0000となっている。また地域内に道路はまったく整備されていない。

## 歴史
- 2006年（平成18年）3月1日 - 三好郡井川町が三野町・池田町・山城町・東祖谷山村・西祖谷山村と合併して三好市が発足し、現在の町名となる。

## 交通

### 鉄道
- 最寄り駅はJR徳島線の辻駅。